# 山梨県道404号古関割子線
山梨県道404号古関割子線（やまなしけんどう404ごう ふるせきわにごせん）は、山梨県南巨摩郡身延町を起点・終点とする一般県道である。

## 概要

### 路線データ
- 起点：山梨県南巨摩郡身延町古関（信号無交差点＝国道300号交点）
- 終点：山梨県南巨摩郡身延町三澤（信号無交差点＝山梨県道9号市川三郷身延線交点、山梨県道405号割子切石線始点）

## 重複区間
- 身延町車田・身延町三澤間：山梨県道9号市川三郷身延線

## 通過する自治体
- 山梨県南巨摩郡身延町

## 交差・接続する道路
- 国道300号（南巨摩郡身延町古関・信号無交差点）
- 山梨県道416号折門古関線（南巨摩郡身延町瀬戸・信号無交差点）
- 山梨県道9号市川三郷身延線 （南巨摩郡身延町車田・信号無交差点）
- 山梨県道414号山保久那土線（南巨摩郡身延町・信号無交差点）
- 山梨県道9号市川三郷身延線（南巨摩郡身延町三澤・信号無交差点）
- 山梨県道405号割子切石線（同上）

## 周辺
- 古関郵便局
- 照坂峠
- 身延町立久那土小学校
- 身延町立久那土中学校
- 山梨県立峡南高等学校